# Dan Barna
Ilie Dan Barna (Sibiu, 10 luglio 1975) è un politico rumeno.
Specializzatosi come consulente sui finanziamenti europei, nel 2016 è stato nominato segretario di Stato del ministero dei fondi europei del governo Cioloș.
In procinto delle elezioni parlamentari in Romania del 2016 si è iscritto all'Unione Salvate la Romania, di cui è stato presidente dal 2017 al 2021, oltre che deputato per due legislature (2016-2024) ed europarlamentare a partire dal 2024.
Nel 2019 si è candidato alla presidenza della Romania, arrivando terzo.
È stato vice primo ministro del governo Cîțu tra il 23 dicembre 2020 e il 7 settembre 2021.

## Biografia

### Formazione
Dan Barna si è laureato in giurisprudenza all'Università di Bucarest nel 1998. Tra il febbraio e il luglio 2000, ha frequentato un corso di formazione presso l'International Development Law Organization di Roma. Nel 2003 ha conseguito un master in project management presso l'Università Politecnica di Bucarest. Negli anni successivi ha partecipato a diversi corsi in project management e gestione dei fondi europei.

### Attività professionale
La sua prima esperienza lavorativa, tra il 1996 e il 1999, ha avuto luogo presso il Centro di informazione e documentazione per i giovani del ministero della gioventù e dello sport. Negli stessi anni è stato vicepresidente dell'ELSA in Romania, per poi esserne presidente tra il 1999 e il 2001.
Ha quindi svolto brevemente la professione di avvocato (2001) per poi prendere parte alla delegazione della Commissione europea a Bucarest (2001-2007), dove è stato incaricato della posizione di verificatore per vari progetti finanziati dai fondi PHARE per la preadesione della Romania all'Unione europea. Tra il 2003 e il 2004 ha lavorato per Transparency International, dove ha contribuito alla creazione del centro di ascolto anticorruzione per i cittadini, e poi come consulente per Save the Children (2004-2008). Nel quadro della delegazione della Commissione europea in Romania, tra il 2005 e il 2007 è stato coordinatore nazionale della campagna d'informazione sul fondo Europa.
Ha lasciato l'istituzione nel 2007, per fondare il "Gruppo di consulenza per lo sviluppo DCG" insieme a Ana Laura Buzatu, George Horia Ion Ionescu e Dragoș Jaliu, in cui ha svolto la professione di esperto e formatore sull'accesso ai fondi strutturali concessi dall'Unione europea. Tra i suoi clienti figuravano varie istituzioni pubbliche, quali il ministero dello sviluppo (nel 2009), il ministero degli interni (2011 e 2013), il ministero dei fondi europei (2013), il ministero della giustizia (2014), la prefettura di Costanza (2012) e il consiglio distrettuale di Ialomița (2014). Ha lasciato la società nel 2016, per assumere un incarico ministeriale.
Nel maggio 2016 è entrato nel governo tecnico del primo ministro Dacian Cioloș in qualità di segretario di Stato presso il ministero dei fondi europei guidato da Cristian Ghinea, uno dei suoi principali collaboratori nell'USR.

### Presidente dell'Unione Salvate la Romania
Sul finire del mandato, insieme a vari componenti del governo Cioloș si è iscritto all'Unione Salvate la Romania, il partito anticorruzione fondato da Nicușor Dan. Il 26 ottobre 2016 l'USR lo ha inserito nelle liste per le elezioni parlamentari dell'11 dicembre. Dan Barna è stato eletto deputato per il distretto di Sibiu. Durante la legislatura è stato vicepresidente della commissione politica estera e membro della commissione per gli affari europei. Ha rivestito il ruolo di capogruppo (settembre 2018-febbraio 2019) e vicecapogruppo (dicembre 2016-settembre 2018 e febbraio 2019-dicembre 2020) dell'USR alla camera.
Si è dimesso da deputato il 18 dicembre 2020 a pochi giorni dal termine del mandato, al fianco di altri venti colleghi, al fine di non beneficiare della pensione parlamentare riconosciuta agli onorevoli che completavano un'intera legislatura.
Al congresso del 13 e 14 maggio 2017 è stato nominato vicepresidente dell'USR, e in seguito l'Ufficio nazionale lo ha nominato portavoce del partito. Esponente dell'ala liberale dell'USR, al congresso del 28 ottobre 2017 è stato eletto presidente dell'USR con 127 voti su un totale di 191 validamente espressi. È stato confermato leader dell'USR anche due anni più tardi al congresso del 14 e 15 settembre 2019.
Da presidente ha spinto il partito ad abbracciare un orientamento liberale di centro-destra e ha sostenuto l'avvicinamento al PLUS si Dacian Cioloș, con cui ha formato la coalizione Alleanza 2020 USR PLUS. I due partiti sono giunti alla fusione nel 2021.

### Elezioni presidenziali del 2019
Nel 2019 è stato il candidato comune di USR e PLUS alle elezioni presidenziali del 24 novembre.
Barna presentava un programma che prevedeva il rafforzamento dei poteri del presidente della Romania, sulla base di un futuro progetto di riforma costituzionale. L'obiettivo della sua campagna era quello di convincere l'elettorato a votare per lui e non per il candidato del Partito Social Democratico, Viorica Dăncilă, in modo da accedere al secondo turno contro il presidente uscente Klaus Iohannis.
Arrivato terzo con il 15% dei voti, al ballottaggio ha sostenuto Iohannis.

### Vice primo ministro
Alle elezioni parlamentari del 6 dicembre 2020 l'Alleanza USR PLUS ha ottenuto il 15% ed è successivamente andata al governo in coalizione con il Partito Nazionale Liberale a sostegno del premier Florin Cîțu. Dan Barna ha rivestito il ruolo di vice primo ministro del governo Cîțu al fianco di Hunor Kelemen.
A livello parlamentare nel corso della legislatura 2020-2024 è stato vicepresidente della camera dei deputati (da febbraio 2022), membro della commissione congiunta sulla sicurezza nazionale, membro della commissione per gli affari europei (da settembre 2023), vicepresidente della commissione politica estera (da febbraio 2024) e presidente della delegazione della Romania all'assemblea parlamentare dell'OSCE (da dicembre 2022).
Nel settembre 2021, in conseguenza della decisione del primo ministro di destituire il ministro della giustizia Stelian Ion (USR), Dan Barna ha invocato le dimissioni di Cîțu, aprendo una crisi di governo.. In seguito al fallimento delle trattative con il PNL, il 6 settembre Dan Barna ha annunciato il ritiro dell'USR PLUS dalla maggioranza.
Nello stesso mese si è candidato alla presidenza dell'USR con il sostegno della piattaforma USR PLUS al governo nel 2024, ma al ballottaggio è stato battuto da Dacian Cioloș (19.603 a 18.908 voti). Al successivo congresso del 2 e 3 ottobre 2021 è stato nominato vicepresidente del partito con 678 voti. Nel febbraio 2022 ha appoggiato la candidatura alla presidenza dell'USR di Cătălin Drulă, nominato nuovo leader del partito in sostituzione del dimissionario Cioloș.
Nel maggio 2023 è stato eletto vicepresidente del Partito dell'Alleanza dei Liberali e dei Democratici per l'Europa per un mandato di due anni.

### Europarlamentare
Alle europee del 2024 ha ottenuto l'elezione a deputato europeo nelle file della coalizione Alleanza Destra Unita. Oltre che membro dell'ufficio di presidenza di Renew Europe è stato nominato membro della Commissione per gli affari esteri e sostituto delle commissioni per il commercio internazionale e per lo sviluppo regionale.

## Controversie
A ridosso delle elezioni presidenziali del 2019 fu al centro di varie inchieste giornalistiche. A fine settembre 2019 fu accusato da parte della stampa di aver omesso i redditi della moglie, Olguța Dana Totolici, dipendente di OMV Petrom, nella dichiarazione dei beni da allegare alla domanda di iscrizione all'Ufficio elettorale centrale. In un primo momento affermò che tale informazione era confidenziale, salvo poi rettificare la dichiarazione presentata al BEC, includendo anche tali redditi.
Secondo un'inchiesta giornalistica pubblicata il 15 ottobre 2019 dalla testata RISE Project, nella sua attività di consulente svolta fino al 2015, Barna avrebbe beneficiato di enormi profitti provenienti da progetti finanziati dall'Unione europea. In base alle ricerche condotte dai giornalisti, in alcuni progetti l'azienda di Barna avrebbe lavorato per favorire delle società vicine al leader dell'USR, tra le quali una di proprietà della sorella Gabriela Popa. Questi rigettò le accuse, specificando di aver sempre svolto il proprio lavoro con trasparenza e di aver puntualmente risposto a tutte le domande poste dai reporter di RISE Project.
Uno dei progetti chiamati in causa dai giornalisti era già stato oggetto di un'indagine da parte della Direzione nazionale anticorruzione (DNA) del distretto di Alba, che nel 2018 era stata archiviata. In conseguenza dell'inchiesta di RISE Project, il Dipartimento di lotta antifrode (DLAF) del governo avviò una verifica interna, mentre la DNA aprì un fascicolo, che fu archiviato nel giugno 2021 poiché il fatto non sussisteva. Gli ulteriori deferimenti trasmessi dal DLAF alla DNA non ebbero sviluppi.